# Мерфи, Дэнни
Дэ́ниэл Бе́нджамин «Дэ́нни» Мерфи (англ. Daniel Benjamin "Danny" Murphy; род. 18 марта 1977, Честер) — английский футболист, полузащитник, известный по выступлениям за «Ливерпуль» и «Фулхэм».

## Карьера

### Клубная карьера
Дэнни Мерфи начал свою карьеру игрока в «Кру Александра» и, выступая за эту команду, неоднократно вызывался в сборную Англии различных возрастов. Под руководством Дарио Гради он вырос в игрока уровня Премьер-лиги.
В 1997 году Дэнни перешёл в «Ливерпуль», но не смог закрепиться в команде и на сезон 1998/1999 годов отправился в аренду обратно в «Кру». Менеджер «Ливерпуля» Жерар Улье сообщил также, что готов рассмотреть предложения о продаже игрока. Однако, по возвращении из аренды, Мерфи сумел продемонстрировать, что он готов бороться за место в составе, и вскоре добился своего. Он стал одной из центральных фигур в команде Улье, с которой он в сезоне 2000/2001 годов сумел сделать кубковый «требл», выиграв Кубок Англии, Кубок УЕФА и Кубок Лиги. Ему также принадлежит интересное достижение — в сезонах 2000/2001, 2001/2002 и 2003/2004 годов он трижды забивал решающие голы в ворота принципиального соперника «Ливерпуля» — «Манчестер Юнайтед». В каждом из этих матчей «красные» победили со счётом 1:0.
Когда Жерар Улье покинул команду, и его сменил Рафаэль Бенитес, Мерфи решил покинуть клуб, возможно, опасаясь конкуренции со стороны новичков команды. В августе 2004 года он подписал четырёхлетний контракт с «Чарльтон Атлетик», сделка обошлась лондонскому клубу в 2,5 миллиона фунтов. В свой первый сезон в новой команде Дэнни не удалось продемонстрировать ту игру, которую он показывал в «Ливерпуле», однако в начале следующего сезона он снова начал выступать на своём прежнем уровне, забил несколько важных голов и был даже признан лучшим игроком сентября в Премьер-лиге.
31 января 2006 года за 2 миллиона фунтов Мерфи перешёл в «Тоттенхэм», но в оставшихся играх сезона нечасто появлялся на поле. Первый гол за «шпор» Дэнни забил на 39-й секунде встречи против «Портсмута» 1 октября 2006 года, которую его команда выиграла со счётом 2:1. Его второй гол, забитый «ножницами» в ворота «Ньюкасл Юнайтед», позднее был записан на имя защитника «сорок» Стивена Тейлора, которому он попал в лицо и от которого мяч отскочил в ворота.
31 августа 2007 года Дэнни перешёл в «Фулхэм». В команде он стал постоянным игроком основного состава, и в 33 матчах сезона забил 5 голов. Один из этих мячей, забитый головой (редкость для Мерфи) 11 мая 2008 года в ворота «Порсмута», принёс «Фулхэму» победу со счётом 1:0, а вместе с ней гарантировал и продление прописки команды в Премьер-лиге ещё на год за счёт «Бирмингем Сити» и «Рединга», отправившихся в Чемпионшип Футбольной лиги Англии.
Во втором туре Премьер-лиги следующего сезона штрафной удар, поданный Дэнни Мерфи, привёл к взятию ворот «Арсенала» — защитник «дачников» Бреде Хангеланд головой переправил мяч в сетку, и этого гола хватило «Фулхэму» для того, чтобы обыграть команду Арсена Венгера.

### Международная карьера
Дэнни Мерфи провёл девять матчей за сборную Англии и забил один гол. Он должен был принять участие в чемпионате мира 2002 года, но серьёзная травма в последний момент оставила его без шансов на участие в этом турнире.

## Статистика выступлений за сборную
| Матчи Дэнни Мерфи за сборную Англии | Матчи Дэнни Мерфи за сборную Англии | Матчи Дэнни Мерфи за сборную Англии | Матчи Дэнни Мерфи за сборную Англии | Матчи Дэнни Мерфи за сборную Англии | Матчи Дэнни Мерфи за сборную Англии | Матчи Дэнни Мерфи за сборную Англии |
| ----------------------------------- | ----------------------------------- | ----------------------------------- | ----------------------------------- | ----------------------------------- | ----------------------------------- | ----------------------------------- |
| №                                   | Дата                                | Оппонент                            | Счёт                                | Голы                                | Соревнование                        |                                     |
| 1                                   | 10 ноября 2001                      | Швеция                              | 1:1                                 | -                                   | Товарищеский матч                   |                                     |
| 2                                   | 27 марта 2002                       | Италия                              | 1:2                                 | -                                   | Товарищеский матч                   |                                     |
| 3                                   | 17 апреля 2002                      | Парагвай                            | 4:0                                 | 1                                   | Товарищеский матч                   |                                     |
| 4                                   | 21 мая 2002                         | Республика Корея                    | 1:1                                 | -                                   | Товарищеский матч                   |                                     |
| 5                                   | 7 сентября 2002                     | Португалия                          | 1:1                                 | -                                   | Товарищеский матч                   |                                     |
| 6                                   | 12 февраля 2003                     | Австралия                           | 1:3                                 | -                                   | Товарищеский матч                   |                                     |
| 7                                   | 29 марта 2003                       | Лихтенштейн                         | 2:0                                 | -                                   | Отборочный матч ЧЕ 2004             |                                     |
| 8                                   | 20 августа 2003                     | Хорватия                            | 3:1                                 | -                                   | Товарищеский матч                   |                                     |
| 9                                   | 16 ноября 2003                      | Дания                               | 2:3                                 | -                                   | Товарищеский матч                   |                                     |

## Личная жизнь
Мерфи женат на актрисе Джоанне Тэйлор, с которой он познакомился через их общего друга Луи Эмерика. Пара дважды неудачно пыталась завести детей с помощью методов искусственного оплодотворения, однако 15 августа 2006 года у них наконец родилась дочь, Миа Ева Мерфи. У Дэнни есть также старший сын, Эшли Дэниэл Мерфи, родившийся 15 июля 1996 года.

## Достижения
Ливерпуль
- Обладатель Кубка Англии: 2001
- Обладатель Кубка Футбольной лиги: 2001, 2003
- Обладатель Суперкубка Англии: 2001
- Обладатель Кубка УЕФА: 2001
- Обладатель Суперкубка УЕФА: 2001

Фулхэм
- Финалист Лиги Европы: 2010